# Altes Kloster Maleizen
Das Alte Kloster Maleizen (niederländisch Het Oude Klooster Maleizen, französisch Vieux Monastère de Malaise) ist ein Kloster, das dem Trägerverein Christus Sacerdos, einer vereniging zonder winstoogmerk (vzw, gemeinnütziger Verein), gehört und von ihm verwaltet wird. Es liegt in Maleizen bei Overijse im belgischen Flandern und ist ein geistliches Zentrum der römisch-katholischen Ordensgemeinschaft Diener Jesu und Mariens (Servi Jesu et Mariæ, SJM), das 2015 von deren Generaloberen Paul Schindele kanonisch als Kloster errichtet wurde. Es ist Standort einer Mittelschule mit Internat und war wegen rechtsextremer und christlich-fundamentalistischer Aktivitäten Gegenstand staatlicher Maßnahmen.

## Geschichte

### Ehemaliges Mädchenpensionat und Ruine
Das im Zentrum des Overijser Stadtteils Maleizen gelegene Alte Kloster wurde ursprünglich als Mädchenpensionat errichtet. Die Grundsteinlegung war am 28. Juni 1866. 1998 wurde es vom flämischen Priester Emiel Herroelen als Ruine erworben und renoviert. Kardinal Danneels vertraute Pastor Herroelen die Kapelle im Alten Kloster an. Im Zeitraum von 1979 bis 2010 war Erzbischof Godfried Danneels zuständiger Diözesanbischof. Bis 2007 scheiterten Versuche, das Bauwerk als Schule oder als Priesterseminar „Christus Sacerdos“ zu nutzen, was nach Angaben der SJM-Kongregation an der „schwierigen kirchenpolitischen Situation in Belgien“ lag. 2007 zog sich Herroelen aus den Projekten in Maleizen zurück. Pastor Herroelen verstarb am 10. Juni 2014 im Krankenhaus in Diest.

### Besitz des Vereins „Christus Sacerdos“ als Geistliches Zentrum und Kloster der „Diener Jesu und Mariens“
Am 22. Dezember 1997 kaufte der vzw Christus Sacerdos das Gebäude, welches noch 2017 in seinem Besitz war. Anfang September 2012 übernahmen die aus der Katholischen Pfadfinderschaft Europas hervorgegangenen Diener Jesu und Mariens mit Genehmigung durch den damaligen Erzbischof von Mecheln-Brüssel, André-Joseph Léonard, das neu aufgebaute Gebäude. Mit Stand von 2013 verfügte das Kloster über zwei Kapellen, ein Exerzitienhaus, einen mit einer Bühne versehenen Festsaal und einen ausgedehnten Garten. Die Kongregation ist in Overijse mit den SJM-Patres Gert Verbeken und Daniel Artmeyer sowie Frater Markus Bayer vertreten, diese sind auch die Kontaktpersonen des Klosters. Artmeyer betreut von Maleizen aus als Kurat belgische Pfadfinder. Am 13. September 2015 konnte das Kloster im Rahmen des Open Monumentendag als Baudenkmal besichtigt werden. Das Alte Kloster ist Treffpunkt einer „Pater-Pio-Gebetsgruppe“, die an jedem dritten Freitag des Monats einen Gebetsabend veranstaltet.
Das Kloster wird von den SJM als „Geistliches Zentrum Christus Sacerdos“ bezeichnet. Es betreut mehrere katholische Vereinigungen im Umkreis von etwa 50 Kilometern, darunter die Studentenverbindung Katholiek Vlaams Hoogstudenten Verbond in Löwen, die Gruppe Aktion Leben in Mecheln, die Studentengruppe Credo und die Katholische Studenten-Aktion. Darüber hinaus betreuen die Patres des Klosters zwei Pfarreien in der Fazilitäten-Gemeinde Wezembeek-Oppem in der Provinz Flämisch-Brabant bei Brüssel. Am 11. April 2014 besuchte der Brüsseler Erzbischof André-Joseph Léonard das Kloster, in dem die tridentinische Messe zelebriert wird.
Im März 2018 erhob der belgische Journalist und lizenzierte Kriminologe Tom Cochez den Vorwurf, das Kloster sei ein Treffpunkt von Neonazis, Antisemiten und radikalisierten Geistlichen. Es biete eine fundamentalistische Schule und beherberge ein „rechtsextremes ultrakatholisches Netzwerk.“ 2018 wurde ein im Kloster betriebenes Trainingslager der rechtsextremen flämischen Jugendgruppe Schild & Vrienden bekannt.

### Mittelschule „Sint-Ignatius“ und Internat
Seit Herbst 2015 betreibt der vzw Sint-Ignatius mit staatlicher Genehmigung die nach Ignatius von Loyola benannte private Mittelschule „Sint-Ignatius“, der ein Internat angeschlossen ist. Die Schulgründung geht auf die Initiative einiger katholischer Eltern zurück, die das moderne Unterrichtsangebot etwas kärglich empfanden. Der Gründer und erste Direktor der Schule, Kris Clauw, verstarb am 13. Juni 2017 im Alter von 40 Jahren. Sein Nachfolger ist Jan Boons, der an der Katholischen Universität Leuven Psychologie studierte und nunmehr seit 20 Jahren im Unterrichtsbereich tätig ist. Es handelt sich um eine Sekundarschule mit allgemeinbildendem Profil (Algemeen secundair onderwijs, aso). Seitdem die Schule anerkannt ist, also seit dem 1. September 2015, ist die Schule im offiziellen Register der von der Flämischen Obrigkeit („Vlaamse Overheid“) anerkannten Schulen verzeichnet. Aufgrund dieser Anerkennung durch die Vlaamse Overheid ist der vzw Sint-Ignatius als Schulleitung („schoolbestuur“) gemäß „Codex Secundair Onderwijs“ Teil III, Titel 1, Kapitel 2, Art. 13 berechtigt, staatlich anerkannte Zeugnisse auszustellen.
Die Schule, die mit fünf Schülern begonnen hat, war im Jahr 2015 Gegenstand einer Debatte im belgischen Parlament. Auf Antrag von Jean-Jacques De Gucht (Open Vld) kam es im Rahmen einer Sitzung der Unterrichtskommission am 21. Januar 2016 zu einer Anfrage an die Bildungsministerin Hilde Crevits (CD&V). Crevits erklärte, dass die Unterrichtsfreiheit engagierten Leuten ermögliche, neue Schulprojekte zu starten, dass sie aber der Unterrichtsinspektion den Auftrag erteilt habe, eine gezielte Untersuchung der Sint-Ignatius-Schule durchzuführen, um zu klären, wie weit die Schule die Anerkennungsbedingungen erfüllt und die Unterrichtsvorschriften respektiert. Die Untersuchung wurde am 28., 29. und 30. Januar 2016 durchgeführt. Die zwei Unterrichtsinspekteure und ein Inspekteur für römisch-katholischen Religionsunterricht führten eine umfassendere Untersuchung als bei der Inspektion zur Anerkennung der Schule am 1. Oktober 2015 durch. Sie führten Gespräche mit der Direktion und den Lehrkräften, besuchten den Unterricht und untersuchten die Dokumente, woraufhin sie feststellten, dass die Schule die Anforderungen für die Anerkennung erfülle. Nach dem Bericht der Inspekteure wiesen keine Anzeichen darauf hin, dass die Rechte der Menschen und insbesondere der Kinder nicht respektvoll beachtet würden. Ministerin Crevits erhielt einen Bericht vom Untersuchungsgutachter für römisch-katholischen Religionsunterricht, in dem angegeben wurde, dass man an der Schule in diesem weltanschaulichen Fach qualitätsvoll arbeite. Crevits hielt an der Anerkennung der Schule fest, weil die staatlichen Unterrichtsvorgaben angestrebt und die Rechte des Kindes respektiert würden. Im Oktober 2018 wurde eine Inspektion zur Anerkennung des dritten Grades (5. und 6. Klasse der Sekundarstufe) durchgeführt und die Anerkennung durch die Agentschap voor Onderwijsdiensten van de Vlaamse Overheid (AGODI) erteilt. Der vzw Sint-Ignatius kann damit 2020 die ersten Abschlusszeugnisse für die Sekundarstufe ausstellen.
Im Januar 2016 besuchte der dem Engelwerk angehörige Weihbischof in Astana, Athanasius Schneider ORC, auf Einladung des Schulrektors, Kris Clauw, das Kloster. Die Schule finanzierte sich über das Konto der kreationistischen Gruppe Stop Christenvervolging unter Fernando Pauwels, der von der Katholischen Universität in Löwen wegen „zu extremer religiöser Auffassungen“ entlassen wurde, und Yves Pernet, einem Aktivisten der rechtsextremen Gruppen Vlaams Belang und Voorpost sowie Autor der flämisch-nationalistischen Website Rechts Actueel, die die Schule beim Crowdfunding unterstützt. Verwalter des Kontos war die Stiftung Kerk en Geloof (Kirche und Glaube). Die belgische Bischofskonferenz erklärte 2016, die Schule habe die kirchliche Anerkennung weder beantragt noch erhalten. Seit ihrer staatlichen Anerkennung konnte der Orden nach eigenen Angaben vollgültige Schulzeugnisse ausstellen. Nach der flämischen Gesetzgebung vom 30. August 2018 obliegt dies generell der jeweiligen Schulleitung.
Nachdem das Erzbistum Mecheln-Brüssel unter dem neuen Erzbischof Kardinal Jozef De Kesel und der für die Bischofskonferenz tätige flämische Schuldachverband „Katholiek Onderwijs Vlaanderen“ bemängelt hatten, die vom vzw Sint-Ignatius betriebene Schule im Alten Kloster Maleizen biete eine „weltfremde Bildung“, leitete Flanderns Bildungsministerin und Vizeministerpräsidentin Hilde Crevits (CD&V) im Januar 2016 eine erneute Untersuchung der Schule ein.
Der Schule wurden Kreationismus und Rechtsextremismus vorgeworfen. Wouter Jambon, erster Schatzmeister der Schule und Vorsitzender der rechtskonservativen Studentenverbindung Katholiek Vlaams Hoogstudenten Verbond, verneinte letzteren. Die Schule konnte ihren Betrieb unter Auflagen und der Bedingung künftiger Überprüfungen fortsetzen, nachdem beanstandete Teile ihrer Website gelöscht worden waren. Mit Stand von Januar 2016 wurde die Schule von der Flämischen Obrigkeit finanziell nicht gefördert, weil sie zu wenig Schüler hatte. Der Vorsitzende der Open Vlaamse Liberalen en Democraten im flämischen Parlament, Jean-Jacques De Gucht, bezeichnete die Anerkennung der Schule als absurd und inakzeptabel. De Gucht äußerte sich auch allgemein zur Freiheit des Unterrichts vor allem im Bereich von weltanschaulichen Fächern. Nach seiner Meinung müsse man die Anerkennung der verschiedenen Schulen hinsichtlich ihrer Weltanschauung mit Entschiedenheit durchführen; er nannte ausdrücklich Islamschulen, jüdische Schulen und andere.
 Seit 2018 wird die Schule von den SJM nicht mehr als „unsere Schule“, sondern als rechtlich und finanziell eigenständige „Initiative engagierter Eltern“ bezeichnet, was ebenso von Seiten der Schule klargestellt wurde. Auf ihrer Website gab die Schule weiterhin an, vom Orden unterstützt zu werden und mit ihm zusammenzuarbeiten. Mit Stand von Oktober 2018 fehlten der Schule noch Teilzeitlehrkräfte für den Sport-, Technik- und Lateinunterricht. Seit März 2018 wird in der belgischen Presse über Mitglieder der rechtsextremen Vereinigung Schild & Vrienden auch in der Schulleitung berichtet.